# Ryski (rejon szczuczyński)
Ryski (biał. Рыскі; ros. Рыски) – wieś na Białorusi, w obwodzie grodzieńskim, w rejonie szczuczyńskim.
W latach 1921–1939 wieś należała do gminy Berszty, w powiecie grodzieńskim województwa białostockiego.
Według Powszechnego Spisu Ludności z 1921 roku wieś wraz z leśniczówką zamieszkiwały 32 osoby, wśród których 32 było wyznania  prawosławnego i zadeklarowało białoruską przynależność narodową. Było tu 5 budynków mieszkalnych.